# Batrachus uranoscopus
Batrachus uranoscopus е вид лъчеперка от семейство Batrachoididae. Видът е уязвим и сериозно застрашен от изчезване.

## Разпространение
Разпространен е в Мадагаскар.